# Arnoldiola
Arnoldiola is een muggengeslacht uit de familie van de galmuggen (Cecidomyiidae).

## Soorten
- A. baldratii (Kieffer, 1909)
- A. dryophila (Kieffer, 1909)
- A. gemmae (Giraud, 1868)
- A. libera

Eikengaatjesgalmug (Kieffer, 1909)
- A. margaritae Szadziewski, 1975
- A. quercus

Eikentopgalmug (Binnie, 1877)
- A. sambuci (Kieffer, 1901)
- A. trotteri (Kieffer, 1909)
- A. tympanifex (Kieffer, 1909)